# Биљна заједница
Биљна заједница или биљна асоцијација (скраћено лат. Ass.) је основна јединица за опис мањих просторних целина вегетације у ботаници. Користи се за категорисање биљног покривача, а примењено знање о асоцијацијама у биогеографији (фитогеографији) за картирање и описивање типова вегетације појединих предела. У екологији и пратећим научним областима у употреби је и термин фитоценоза, који је синонимни, али општији термин.
Суштина биљних заједница је та, да се развојем еколошких истраживања открило да вегетација у односу на простор и дате услове средине (климатске, еколошке, биолошке) изграђује јасно дефинисане целине, које имају идентичне одлике и сличан састав врста на разним локацијама ширег простора, свуда где услови средине одговарају за настанак дотичне биљне заједнице.

## Опис
Асоцијација (лат. Associatio = комбинација) је еколошки термин. Реч су први креирали Александар фон Хумболт и Еме Бопланд 1805. године. Понекад се за исти концепт користи и израз ценоза или, код биљака фитоценоза али је то у модерној ботаници све ређи случај (користи се латински израз Ass.).
Колонизација нових станишта или сукцесија почиње појавом пионирних врста; а сукцесија се затвара такозваним климаксом асоцијација. Биљна заједница заједно са животињама тог подручја заједнички образује еколошку целину коју називамо биоценозом. И од њих виши слој еколошке организације, заједно са утицајима абиотичких фактора (биотопом) и обртом материје и енергије називамо екосистемом.
Структура и богатство врстама у асоцијацији најчешће зависи од три одлика:
- станиште (рељеф, микроклима, састав тла и његов талог),
- присуство врста које могу да колонизују (у зависности од биолошке историје дате средине),
- време потребно за формирање заједнице.

Различите биљне заједнице имају врло разнолику структуру. Обично су водене асоцијације лабавије, с мало врста. Копнене ливадске заједнице су већ компактније, богате врстама које су многобројне – ово су тзв. доминантне асоцијације. Стабилизоване, старије асоцијације су организованије и јаче се одвајају од околине. У почецима фитоценолошких проучавања, у времену Braun-Blanquet-ове тзв. биљне социологије само су ове заједнице признаване као „стварне” асоцијације.

## Позадина науке о биљним заједницама
Популациона биологија проучава законитости суживота популација. Унутар те области, биљке проучава фитоценологија – наука о биљним заједницама. Биљне и животињске заједнице не настају случајно, популације организама се спонтано групишу у јединице које дају свима одговарајуће услове. Чланови заједница живе у међусобној равнотежи, чак и на корист једни другима (види: симбиоза, микориза). Везе између јединки и популација у асоцијацијама су врло сложене (види ланац исхране).
За разлику од формација асоцијације није довољно истраживати само на једном нивоу (на пример само крошње код шума), њихов састав таксона је комплексан, али и добро дефинисан, па се могу идентификовати, и то на основу:
- од станишта до станишта изнова наступајућа сличност (хабитус),
- сталан распоред истих врста,
- исти еколошки и абиотички услови средине.

Биљне заједнице се генерално групишу према Raunkiær-овој скали животних форми.

## Значај
Асоцијације је важно проучавати и идентификовати, јер је статус њихове више категорије, формације често исувише хетероген: на пример састав врста у формацији може више да зависи од абиотичких услова (типа земљишта, влаге итд.) него од главних врста (едификатора) који дефинишу ту формацију.

## Методологија идентификације и проучавања
У Европи се за проучавање асоцијација користи Zürich-Montpellier-ова методологија квадрата. При овом класичном методу мери се покривеност врста унутар насумично постављеног квадрата одређене величине (најчешће 1 x 1 m). Осим ове методе позната је и метода микроценолошког снимања, која се користи за одређивање структуре асоцијација и њихових прелазних форми.

## Параметри коришћени за опис асоцијација

### Аналитичке јединице
A — број јединки (абунданција). Одређује број јединки нађених у одабраном узорку (квадрату), на скали од пет:
1. 1–10 јединки
2. 11–100 јединки
3. 101–1000 јединки
4. 1001–10000 јединки
5. више од 10000 јединки

D — покривеност (доминанција). Приказује постотак покривености узорка (квадрата) датом биљном врстом, на скали од шест:
1. 0,1–1%
2. 1,1–5%
3. 5,1–25%
4. 25,1–50%
5. 50,1–75%
6. 75,1–100%

Неки радови не користе поменуту скалу, већ параметре покривености једноставно приказују у %-има.
A-D — покривеност бројем јединки (абунданција–доминанција). Овај параметар који обједињује бројност (јединки) са покривањем (станишта) увео је Josias Braun-Blanquet почетком 1900-их година, и данас је у фитоценологији опште прихваћен репер. Код ове методе процењена вредност доминанције се пореди са бројем (абунданцијом) јединки, при чему се добија коригована вредност. Ова вредност се пише са два међусобно цртицом одвојена броја од којих мањи број увек долази први. У следећем примеру вредност абунданције-доминације износи 4-5:
a) У случају покривања од 95% и мале абунданције вредност је 5. То се дешава ако су биљке велике, те покривају велику површину и због тога мало јединки стаје у квадрат – као у примеру букве (Fagus sylvatica) у некој шуми.
b) Уколико је покривеност 70% а бројност (абунданција) јединки велика, та вредност је 4. То се дешава када на станишту расту мале јединке које покривају малу површину, али их заузврат има много у узорку – на пример сочивица (Lemna minor).
S — степен здруживања (социјабилност). Овај репер показује величину група у којима јединке расту, и као и претходни, такође се приказује петостепеном скалом:
1. појединачни раст,
2. изоловане групе,
3. групе,
4. колоније,
5. затворене целине.

Вредност социјабилитета се пише једним од ових бројева уписаним иза A–D вредности.
V — одрживост (виталитет). Указује на моћ преживљавања животног циклуса јединки популације. Пет бројки скале овог репера су:
1. биљка клија, али не преживљава,
2. биљка ниче вегетативно, али се не размножава,
3. биљка се размножава и вегетативно, али умерено,
4. биљке се размножавају и добро шире вегетативно, такође и цветају, али не доносе плод
5. биљке живе цео циклус, заједно са сазревањем плода и семена.

Овај репер је веома добар за приказивање наглих промена у екосистему. На пример ако степен виталности коровских врста расте (рецимо са 1 на 3), а виталност карактерних врста опада (рецимо са 5 на 3) то је сигуран знак нарушености природних одлика асоцијације. И обрнуто, уколико се број и виталитет карактерних врста повећава на рачун корова у асоцијацији, то је доказ позитивног процеса.

### Синтетичке јединице
K — стабилност (констанција). Описује присуство врсте у ценолошким снимцима асоцијације. Према њиховој стабилности разликујемо пет разреда констанције, које пишемо римским бројем:
- K I:	1–20%	(акциденција - случајне врсте)
- K II:	21–40%	(субакциденција - полуслучајне врсте)
- K III: 41–60%	(споредне врсте)
- K IV:	61–80%	(субконстантне врсте)
- K V:	81–100%	(константне врсте)

У образовању било које заједнице најзначајнију улогу имају константне (K V) и субконстантне (K IV) врсте, и ове се најчешће користе за описивање одлика асоцијације.
F — учесталост (фреквентност). У пракси се битно не разликује од репера стабилности, тако да им је скала идентична. Разлика је само у методи узимања узорка.
Предност (преференција). Све наведене мерне јединице су различите за сваку врсту, пошто свака поједина врста другачије преферира одређено станиште. Преференција је 0 уколико је дата биљка присутна у свакој асоцијацији, што је у природи изузетно ретка, теоријска вредност (на пример дрезга не расте и у води и у пустињи). Ипак, имамо један број индиферентних врста у низу асоцијација, чија је преференција према томе ниска – најбољи пример тога је маслачак (Taraxacum officinale), биљка која ретко фали из неке копнене асоцијације код нас.
Преференција је, заузврат, максимална уколико је биљка позната само из једне асоцијације. Ово је такође ретка појава, повезана пре свега са ендемичним врстама.

## Структура асоцијација
На различитим местима у асоцијацији развијају се и постају карактеристичне различите врсте. Просторни распоред асоцијација може да има многе димензије, на пример:
- вертикална структура која настаје такмичењем за сунчеву светлост. (Пример вертикалне зонације шума: крошња, жбуње, зељаста вегетација тла, слој маховина).
- хоризонтална структура која настаје борбом за едафске факторе (влажност, повољна pH-вредност или хранљивост тла) а резултира „шароликом” структуром унутар асоцијације.
- временска структура – различити периоди (на пример ранопролећни, летњи или јесењи аспект), односно фенофазе (нпр. периоди листања, цветања, плодоношења, опадања лишћа).

## Вегетационе зоне
Различите климатске зоне су на планети развиле вегетационе зоне паралелне са екватором. Њихова клима је макроклима а биљна зона која расте у складу са њом јесте климазонална асоцијација. Зоналне биљне заједнице су најтипичније у равном, сувљем пределу. Најтипичније Средњоевропске зоналне асоцијације су:
- равничарске — шумостепа са жестиком (Acer tatarico-Quercetum),
- на висини 200–400 m — шума цера и храста медунца (Quercetum petreae-cerris),
- на висини 400–600 m — грабово-храстове шуме (Querco petreae-Carpinetum),
- на висини 600–800 m — субмонтана букова шума (Melittio-Fagetum),
- на висини 800–1000 m — планинска букова шума (Aconito-Fagetum).

Познате су и азоналне асоцијације које могу настати паралелно у више климатских зона (на пример тршћаци, бореална тајга, мочваре, тресаве).

## Зоналитет
Код наглих промена услова средине и биљне заједнице се брзо размењују што називамо зоналитетом. Добар пример су еутрофна језера у фази зарастања, где како се удаљавамо од отвореног воденог огледала тако добијамо следеће вегетационе зоне:
- флотантна дрезга,
- укорењена дрезга,
- тршћак,
- висока шаш,
- жбунаста шаш (Carex elata и Carex stricta),
- жбунови барске иве (Salix cinerea),
- мочвара са грабом (Alnus glutinosa),
- шума граба,
- јасеново-храстова шума (Fraxinetum),
- шума храста (Quercetum),
- отворена сува шумостепа.

## Биљне заједнице Србије
У Србији је досад описано преко 1000 биљних асоцијација, које делимо на следеће групе:
1. Шумске заједнице
2. Зељасте заједнице
3. Барске заједнице
4. Мочварне заједнице
5. Високе зелени
6. Пашњачке заједнице
7. Степске заједнице, итд.

Имамо и низ не само природних него и семи-природних заједница, а то су заједнице антропогеног карактера, као и коровске заједнице.